# 丘士毅
丘士毅（？—1631年），字远程，號見南，江西南昌府豐城縣人，明朝政治人物。

## 生平
万历二十五年（1597年）丁酉科江西乡试舉人，三十二年（1604年）甲辰科进士，刑部觀政，考選庶吉士，三十五年授翰林院检讨，丁憂歸，四十年復除原职，知起居注，四十三年与给事中姚若水典試湖廣。四十四年升左赞善兼翰林院简讨，四十五年充正使，与副使行人龚世法往河南福府册封德昌王朱由崧，四十七年升左春坊左谕德兼翰林院侍讲。天启三年（1623年）升右春坊右庶子兼翰林院侍读，掌司经局印，五年推升礼部右侍郎，兼充实录副总裁，六月教习庶吉士，八月充经筵讲官。六年回部管事。崇祯即位，改南京礼部侍郎，三年礼科给事中阮震亨上疏弹劾其老病偷安，遂致仕歸，四年（1631年）三月卒，赠礼部尚书。